# Alfred Durra
Alfred Durra (* 28. Dezember 1884 in Breslau; † 6. April 1951 in Halle an der Saale) war ein deutscher Schauspieler und Theaterregisseur.

## Leben und Wirken
Durra war bereits vor dem Ersten Weltkrieg auf der Bühne aufgetreten, seine erste Spielzeit verzeichnet das Deutsche Bühnen-Jahrbuch 1910/11 im schweizerischen Davos. Im Jahr darauf wirkte Durra erstmals in Deutschland (Schleswig), wo er auch als Hilfsregisseur arbeiten durfte. Von 1915 bis 1918 war er am Schauspielhaus Düsseldorf engagiert. In Berlin spielte Alfred Durra u. a. am Prater-Theater und der Volksbühne. An letztgenannter Spielstätte sah man ihn beispielsweise 1932 in einer Inszenierung Heinz Hilperts von Gerhart Hauptmanns Die Ratten an der Seite berühmter Kollegen wie Eugen Klöpfer, Käthe Dorsch, Otto Wernicke, Paul Verhoeven und der jungen Brigitte Horney. Zeitweilig, etwa während des Krieges in Düsseldorf, ließ man Durra auch Regie führen. Später wirkte er am Schauspielhaus Saarbrücken auch als Oberspielleiter.
Erst gegen Ende der Weimarer Republik erhielt Alfred Durra einige kleine Filmrollen angeboten. Im April 1933 floh der jüdische Künstler mit seiner Ehefrau Helene, geb. Pollak, ebenfalls eine Schauspielerin, aus dem nationalsozialistischen Deutschland. Nach einem Aufenthalt in Frankreich gelang Anfang 1938 die Ausreise in die USA. In New York City angekommen, engagierte sich Durra im Rahmen von Emigrantenvorstellungen und trat auch in einem Exilfilm auf.
Nach dem Krieg kehrte das Ehepaar nach Deutschland zurück. 1949 übernahm er eine Professur an der Staatlichen Hochschule für Theater und Musik Halle, starb aber bereits wenig später im Alter von 66 Jahren in der dortigen Heilanstalt Weidenplan.

## Filmografie
- 1932: Marschall Vorwärts
- 1932: Wenn die Liebe Mode macht
- 1933: Der Läufer von Marathon
- 1933: Rund um eine Million
- 1940: Overture to Glory